# Nespolehlivý
Nespolehlivý (v originále Profil bas) je francouzský hraný film z roku 1993, který režíroval Claude Zidi podle vlastního scénáře. Snímek měl světovou premiéru dne 8. prosince 1993.

## Děj
Mladý policista, inspektor Julien Segal, který svou práci nenávidí a pohrdá jí, se ocitá v centru plánu zorganizovaného jeho nadřízeným. Komisař Carré je ve spolku s gangsterem jménem Roche.

## Obsazení
| Patrick Bruel        | inspektor Julien Segal |
| Sandra Speichert     | Claire                 |
| Didier Bezace        | komisař Carré          |
| Jean Yanne           | Plana                  |
| Jacques Rosny        | Malard                 |
| Jean-Louis Tribes    | Roche                  |
| Jean-Pierre Castaldi | Smile                  |
| Arnaud Giovaninetti  | Ludo                   |
| Michel Crémadès      | mladý narkoman         |
| Antoine Duléry       | Franck                 |
| Laurent Gendron      | Manu                   |
| Mathias Jung         | Fred                   |
| Tony Librizzi        | biskup                 |
| Olivier Marchal      | inspektor Petrini      |
| Ludovic Paris        | inspektor              |
| Edgar Givry          | chirurg                |
| Rémy Henry           | majitel bowlingu       |
| Louise Boisvert      | zákazník na trhu       |
| Éric Averlant        | tlusťoch               |
| Paul Bisciglia       | majitel bistra         |
| Jane Val             | trhovkyně              |
| Marie Zidi           | zpěvák karaoke         |
| Gilette Barbier      | stará dáma             |
| Jean-Louis Caillat   | průvodce               |
| Christian Gion       | ředitel hotel          |
| Didier Kaminka       | DJ na diskotéce        |